# Alpaida truncata
Alpaida truncata är en spindelart som först beskrevs av Eugen von Keyserling 1865.  Alpaida truncata ingår i släktet Alpaida och familjen hjulspindlar.

## Underarter
Arten delas in i följande underarter:
- A. t. obscura
- A. t. sexmaculata